# Gauliste (Sesostris I.)

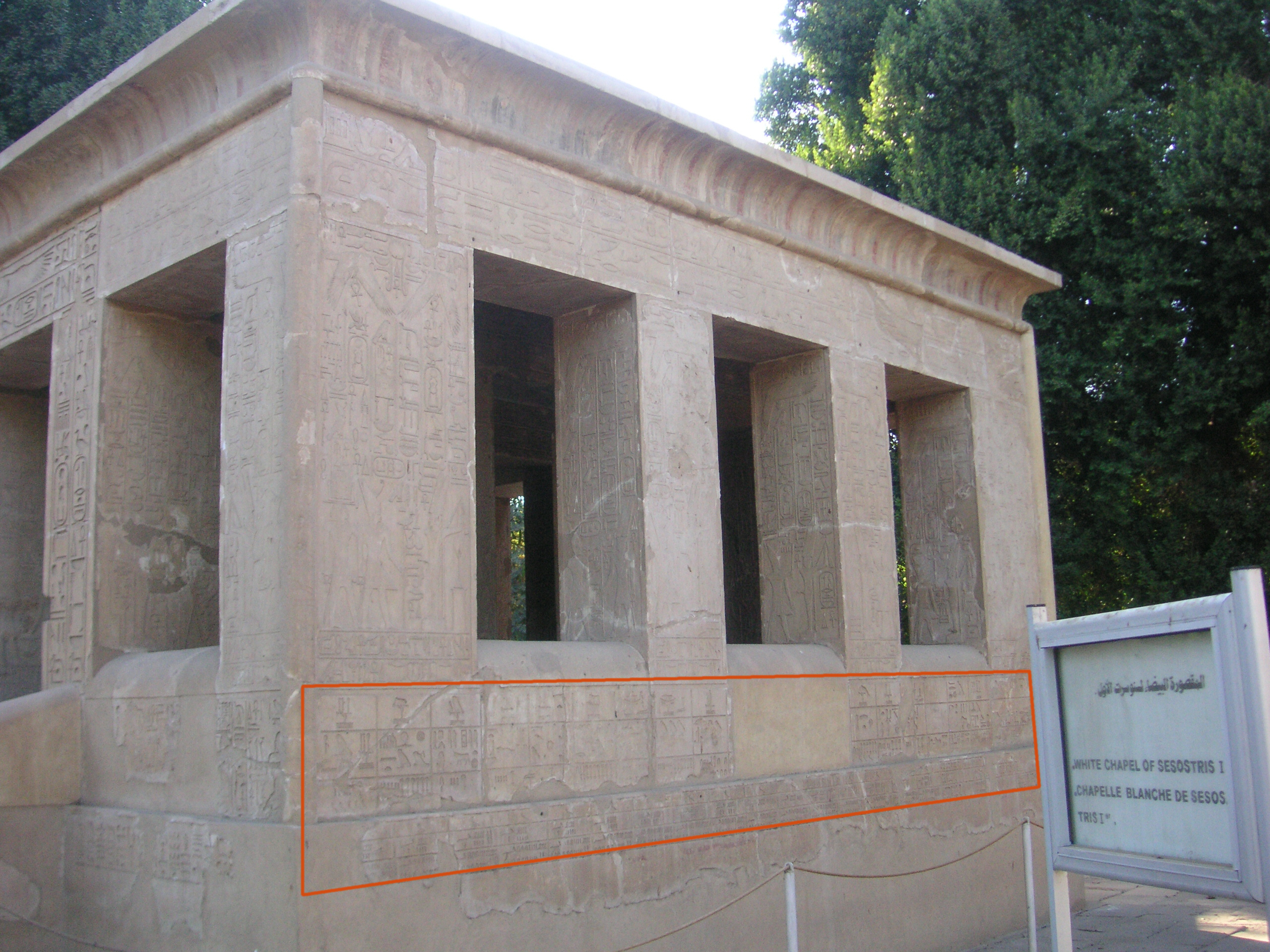
Die Gauliste Sesostris’ I. an der Nordseite der Weißen Kapelle in Karnak

Die Gauliste Sesostris’ I. befindet sich außen an gegenüberliegenden Seitenwänden der wiedererrichteten Weißen Kapelle im Bereich des Freilichtmuseums der Tempelanlage in Karnak. Die Liste umfasst 22 oberägyptische und 16 (später wurden es 20) unterägyptische Gaue, griechisch auch Nomos oder Distrikte genannt.

## Übersicht
Die Gaue in der Liste werden durch Gauzeichen unterschieden, die ältesten stehen auf einer Standarte, die jüngeren werden ohne Standarte geschrieben. Sie tragen Namensbezeichnungen und sind als Flachrelief ausgeführt.
Der Zweck der Liste war die Anlage eines Katasters; die Nennung der Hauptorte und der dort verehrten Götter diente eher der Identifizierung des Lagerungsortes des Mess-Strickes jedes Gaues, wobei der religiöse Sinn der Kapelle unbestritten ist. Zur Vergleichbarkeit der Katasterangaben in den Gauen wurden die Abweichungen der Längenmaße (100 Ellen) der jeweiligen Gaue von den 100 königlichen Ellen aus der Residenz des Königs in die Gauliste aufgenommen, ein früher Ansatz zur Standardisierung.
Derartige Texte auf den Kapellen, die alle anlässlich eines Sedfestes errichtet wurden, sind zugleich Inhalt der Vergabungsurkunde, die dem König bei seiner Thronbesteigung überreicht wird.
Bei Sesostris I. war die Manifestation der Gaugrößen auf einem öffentlichen Gebäude, der Weißen Kapelle, bei der Neuordnung des Reiches nach einer Periode der Wirren offenbar ein wichtiges Anliegen.
Die geografische Lage der Gaue von Ober- und Unterägypten veranschaulicht die nebenstehende Abbildung. „Shemau“ bezeichnet darin Oberägypten und „To-Mehu“ Unterägypten.

## Die Liste im Detail

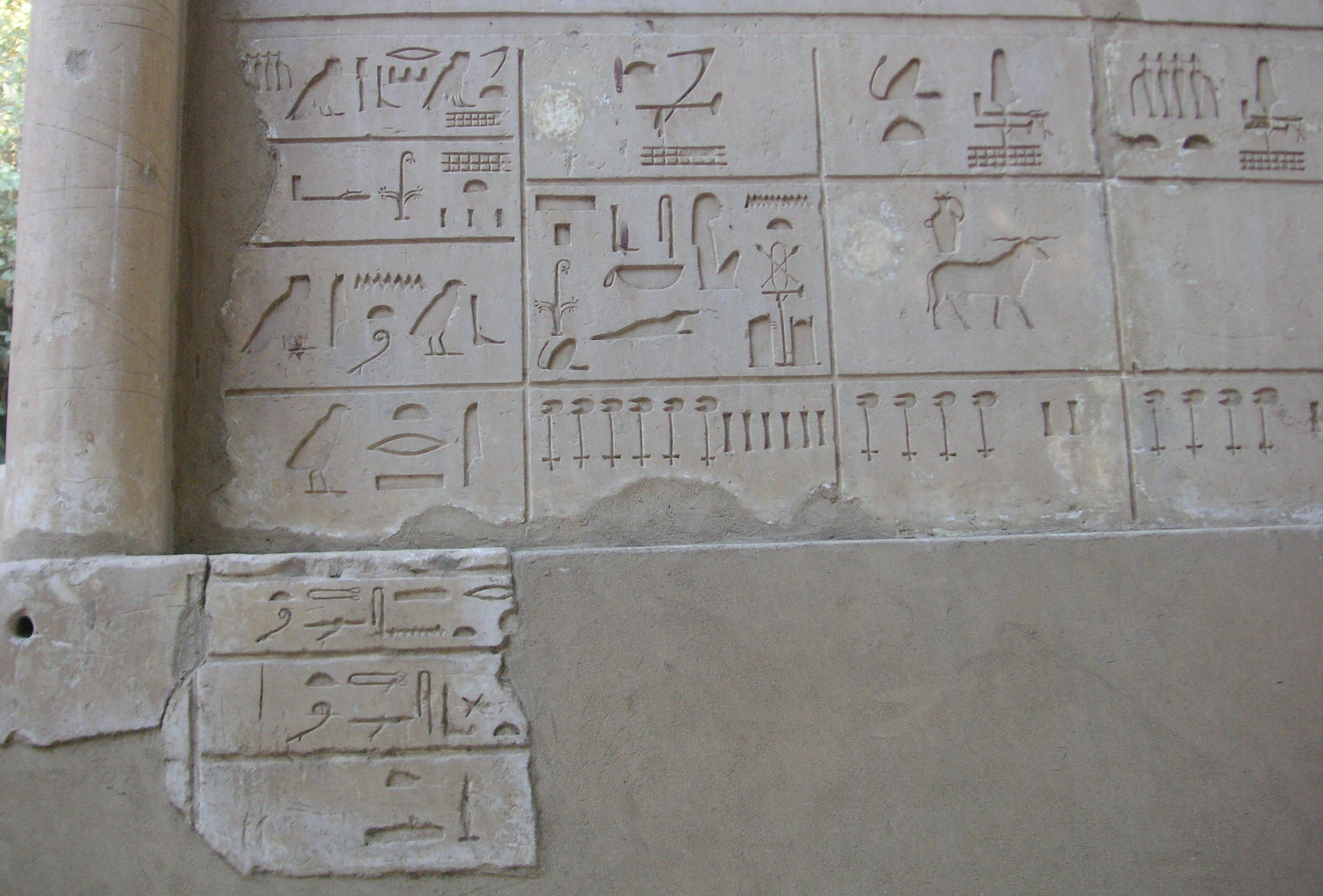
Ende der Gauliste mit Legende (links)

In einer Legende am Ende der Liste (linke Spalte im Bild) wird ihr Aufbau erläutert:
Die oberste Zeile der Liste enthält die Gau-Namen.
Die darunterliegende bezeichnet den Aufbewahrungsort des Mess-Stricks (wörtlich: bw ntj [Mess-Strick] jm, d. h. ‚Ort, in welchem der Mess-Strick ist‘): Benannt werden die Götter, in deren Tempel er aufbewahrt ist, oder deren Kultort oder die Metropole des Gaus.
In der dritten Zeile wird die Ausdehnung des Gaus im Wesentlichen in der Einheit (jtrw) Iteru (≈10,5 km) angegeben, wörtlich „Fluss-Maß“, also entlang des Nils gemessen. Dazu kommen Angaben über die Fläche in Cha(-Ta) (1 Cha(-Ta) = 10 Setschat = 27.250 m²).
Darunter kommt der Ansatz zur Vergleichbarkeit der verwendeten Längenmaße: im Katastertext werden jeweils die gauspezifischen Abweichungen bezüglich einer Länge von 100 Norm-Ellen angegeben.

### Gauliste von Oberägypten
|                             |
| Oberägyptische Gaue 1 bis 4 |

|                             |
| Oberägyptische Gaue 5 bis 7 |

|                              |
| Oberägyptische Gaue 8 bis 11 |

|                               |
| Oberägyptische Gaue 12 bis 14 |

|                               |
| Oberägyptische Gaue 15 bis 17 |

|                               |
| Oberägyptische Gaue 18 bis 20 |

|                               |
| Oberägyptische Gaue 21 und 22 |

Der 22. Gau enthält links im Bild in der 2. Zeile die Ergänzung: (š p šmˁw pḥ(wj)) See des Südens, das ist der Hintere; das Fayum gehörte also mit zum 22. Gau.

### Gauliste von Unterägypten
Bezüglich der Gaufolge der Gaue 1 – 9 von Unter-Ägypten stimmen die Quellen überein, anschließend weicht die Sesostris-Liste von der „kanonischen“ Reihenfolge (hier in Klammern) ab. Einige Gaubeschreibungen sind nicht erhalten geblieben.
|                              |
| Unterägyptische Gaue 1 bis 3 |

|                              |
| Unterägyptische Gaue 4 bis 6 |

|                              |
| Unterägyptische Gaue 7 bis 9 |

|                                |
| Unterägyptische Gaue 10 bis 13 |

|                                |
| Unterägyptische Gaue 14 bis 16 |

### Zusätzliche Angaben
Zur Zeit Sesostris I. war Unterägypten in nur 16 (später 20) Gaue aufgeteilt.
Von den 22 zur Verfügung stehenden Spalten auf der Nordseite der Weißen Kapelle wurden daher die Spalte 17 für die Legende sowie die Spalten 18 bis 22 für weitere Katasterangaben genutzt.

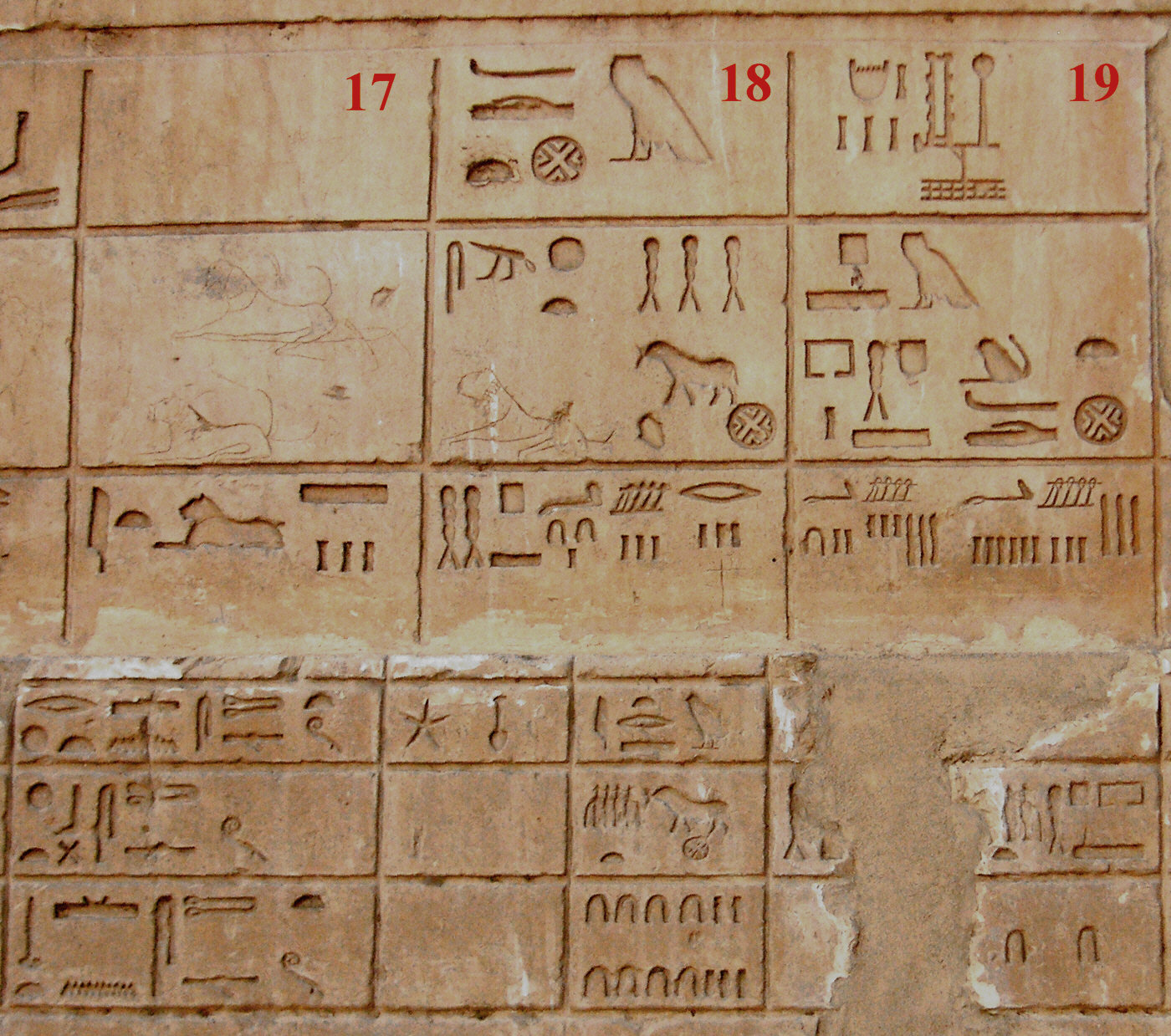
Unterägyptische Gaue, Spalten 17 bis 19

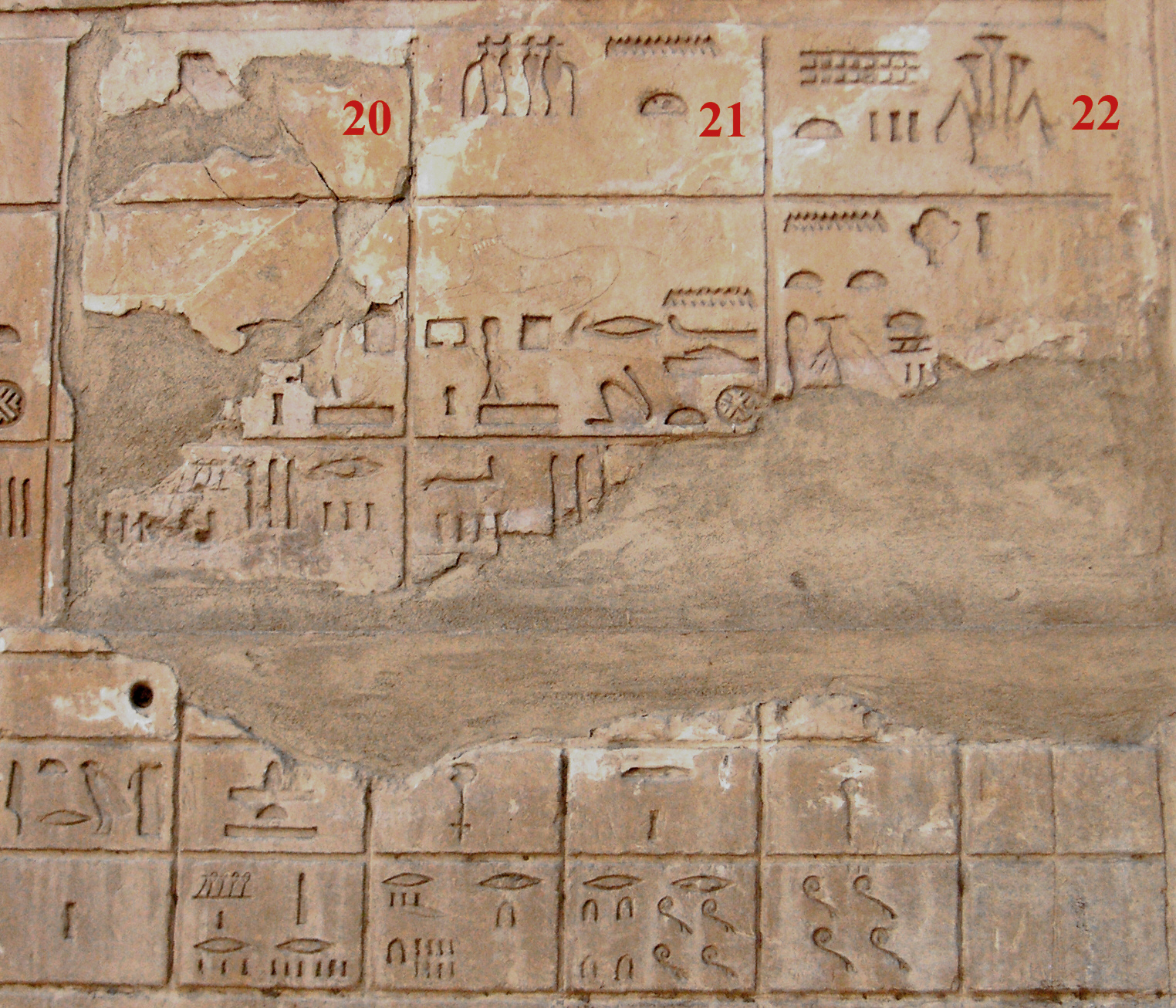
Unterägyptische Gaue, Spalten 20 bis 22

- Spalte  17  (Legende der vorangehenden Liste):
  - Zeile 3: enthält wie in Spalte 22 von Oberägypten die Angabe der Längeneinheit (jtrw) Iteru für die Zahlenangaben ohne Einheiten in dieser Zeile unterhalb der Gaue.
  - Zeile 4: (rḫt n sṯ3t) Verzeichnis der Setschat.
  - Zeile 5: Das was von einer Setschat abgezogen werden muss, (ḫbj) subtrahieren.
  - Zeile 6: Rest (ḏ3t).
- Spalten  18  bis  22 
  - Zeile 1: „(Bḥdt) Behdet an der äußersten Nordseite der Gaue Unterägyptens bis zum memphitischen Gau am Anfang der Gaue Unterägyptens.“
  - Zeile 2 + 3: Mythologische Höhe der idealen Überschwemmung für verschiedene Regionen und Orte
  - Zeile 4–6: Text über die Länge Ägyptens, daran anschließend in Spalten 20–22 vermessungstechnische Angaben (Iteru, Handbreit, Finger; Flächenmaß Cha)